# Cyrtoneurina multomaculata
Cyrtoneurina multomaculata är en tvåvingeart som först beskrevs av Stein 1904.  Cyrtoneurina multomaculata ingår i släktet Cyrtoneurina och familjen husflugor. Inga underarter finns listade i Catalogue of Life.